# Ethusa foresti
Ethusa foresti is een krabbensoort uit de familie van de Ethusidae. De wetenschappelijke naam van de soort is voor het eerst geldig gepubliceerd in 1986 door Chen.